# Joan Collins

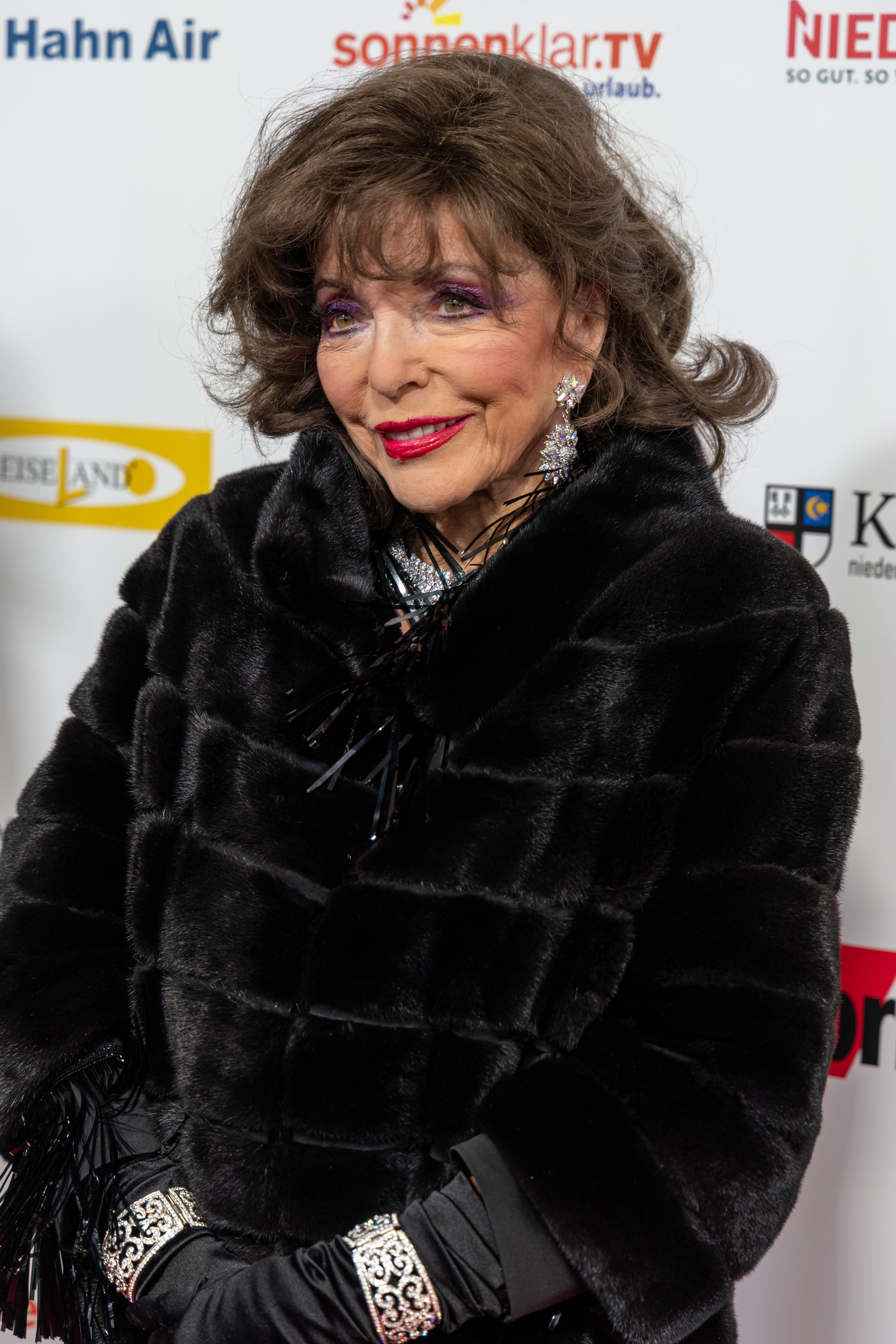
Joan Collins (2023)

Dame Joan Henrietta Collins, DBE (* 23. Mai 1933 in London) ist eine britische Schauspielerin, Fotomodell und Autorin, die ab den 1950er-Jahren zunächst durch Filmrollen international bekannt wurde. Für ihre vielleicht bekannteste Rolle als Alexis Colby in der Fernsehserie Der Denver-Clan erhielt sie 1983 den Golden Globe Award und wurde für den Emmy Award nominiert.

## Leben und Karriere
Joan Collins ist eines von drei Kindern des aus Südafrika stammenden Talentsuchers Joseph William Collins („Will“) und seiner englischen Ehefrau Elsa Bressant Collins. Ihre Schwester Jacqueline Jill „Jackie“ (1937–2015) war wie Joan ebenfalls Schriftstellerin und Schauspielerin, ihr Bruder ist Joseph William Jr. („Bill“).
Sie ist Absolventin der Royal Academy of Dramatic Art. Collins trat seit den frühen 1950er-Jahren in zahlreichen Film- und TV-Produktionen in Erscheinung. Sie war in Filmen wie Land der Pharaonen (1955), Bravados (1958) oder Sieben Diebe (1960) zu sehen und spielte an der Seite renommierter Kollegen wie Jack Hawkins, Gregory Peck oder Rod Steiger, konnte sich aber nie als führender Kino-Star durchsetzen.
In den 1960er- und 1970er-Jahren war sie in bekannten TV-Serien wie Kobra, übernehmen Sie, Die 2, Mondbasis Alpha 1 oder Starsky & Hutch zu sehen. 1967 hatte Collins eine Episodenhauptrolle in einer der beliebtesten Folgen der Fernsehserie Raumschiff Enterprise unter dem Titel Griff in die Geschichte. In den späten 1970er-Jahren spielte sie auch textilfreie Rollen in künstlerisch unbedeutenden Erotikfilmen wie Die Zuhälterin oder Die Stute (beide 1978).
1981 bekam Joan Collins in der erfolgreichen TV-Serie Der Denver-Clan die zentrale Rolle der rachsüchtigen Intrigantin Alexis Colby und avancierte zu einem der bekanntesten Fernsehstars der 1980er-Jahre. Die Rolle war als weibliches Pendant zu der Figur J.R. Ewing in der erfolgreichen Konkurrenzserie Dallas angelegt. Nach dem Ende von Denver-Clan im Jahr 1989 verdiente sie ihr Geld hauptsächlich durch ihre Romane, Biografien und Schönheitsratgeber. Sie trat auch weiterhin als Schauspielerin in Erscheinung, wird vom Publikum aber fast ausschließlich mit der Rolle der glamourösen Alexis identifiziert.
1995 spielte Joan Collins in einem der drei letzten Specials zur Fernsehserie von Hart aber herzlich: Max’ Vermächtnis an der Seite von Robert Wagner und Stefanie Powers. Außerdem hatte sie einige Gastauftritte, unter anderem in Roseanne, Die Nanny und in Die Flintstones in Viva Rock Vegas.
Im April und Mai 2006 ging Joan Collins mit ihrer Show An Evening with Joan Collins in Großbritannien vor ausverkauften Häusern auf Tournee.

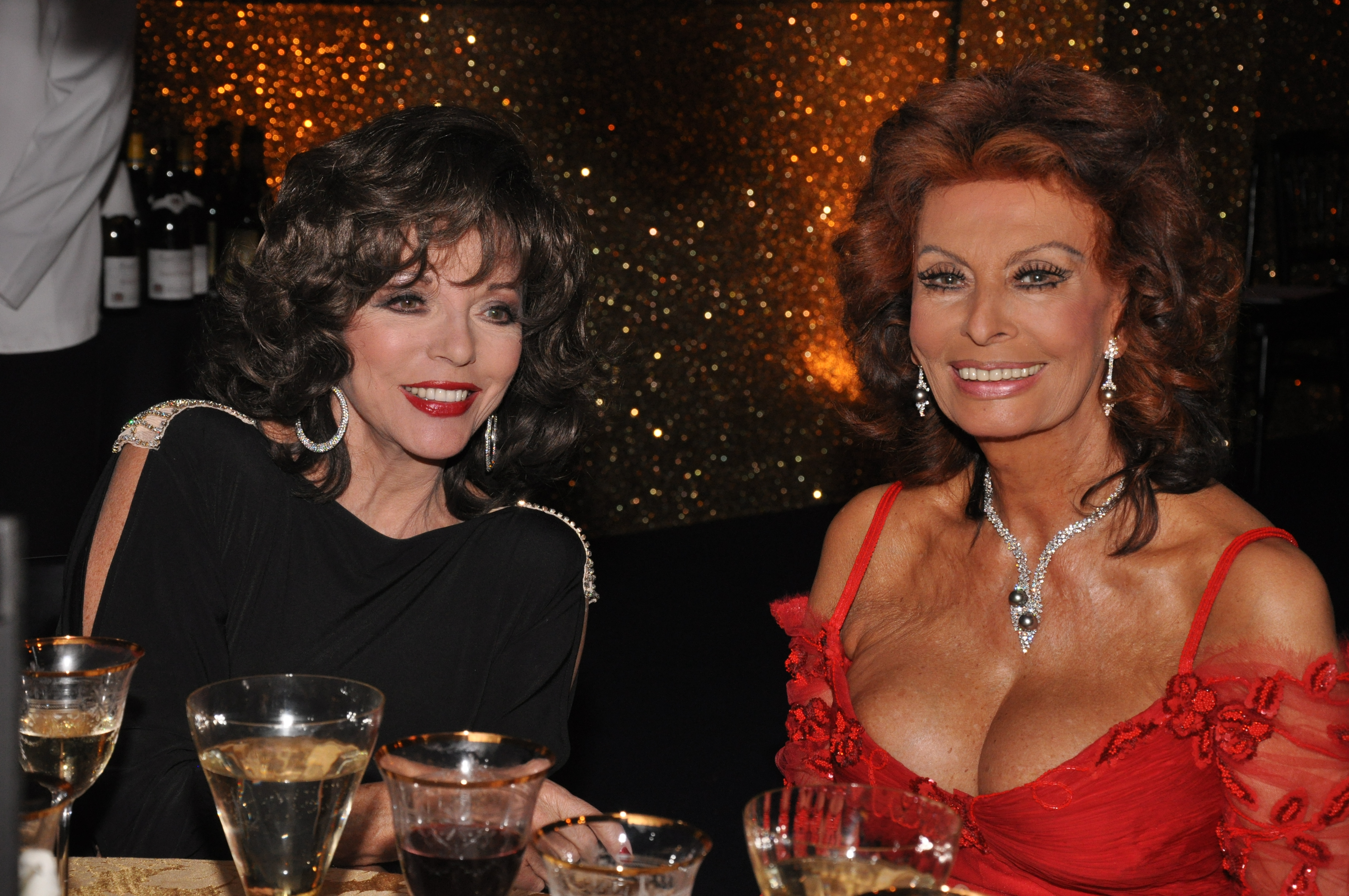
Joan Collins (links) mit Sophia Loren am 13. Juni 2009

2006 feierte sie gemeinsam mit ihrer Denver-Clan-Kollegin Linda Evans in Toronto mit dem Theaterstück Legends Premiere. Das Stück ging danach bis zum Frühjahr 2007 in den USA auf Tournee. 2006 hatte Joan Collins eine Gastrolle in der englischen Serie Footballers’ Wives. 2010 nahm die 76-jährige Joan Collins eine Gastrolle in der deutschen Daily-Soap Verbotene Liebe an und spielte für drei Folgen die exzentrische Lady Joan. Mit 85 Jahren übernahm Collins 2018 eine Rolle im Ensemble der preisgekrönten Anthologie-Serie American Horror Story.

### Privatleben
Collins war von 1952 bis 1956 mit dem nordirischen Schauspieler Maxwell Reed (1919–1974), von 1963 bis 1970 mit dem britischen Schauspieler, Sänger, Regisseur und Komponisten Anthony Newley (1931–1999), von 1972 bis 1983 mit dem Filmproduzenten Ronald S. Kass (1935–1986) und von 1985 bis 1987 mit dem schwedischen Sänger Peter Holm (* 1947) verheiratet. Im Februar 2002 heiratete sie zum fünften Mal. Ihr Mann ist der 32 Jahre jüngere Percy Gibson (* 1965). Sie hat drei Kinder; zwei aus der zweiten und eins aus der dritten Ehe.

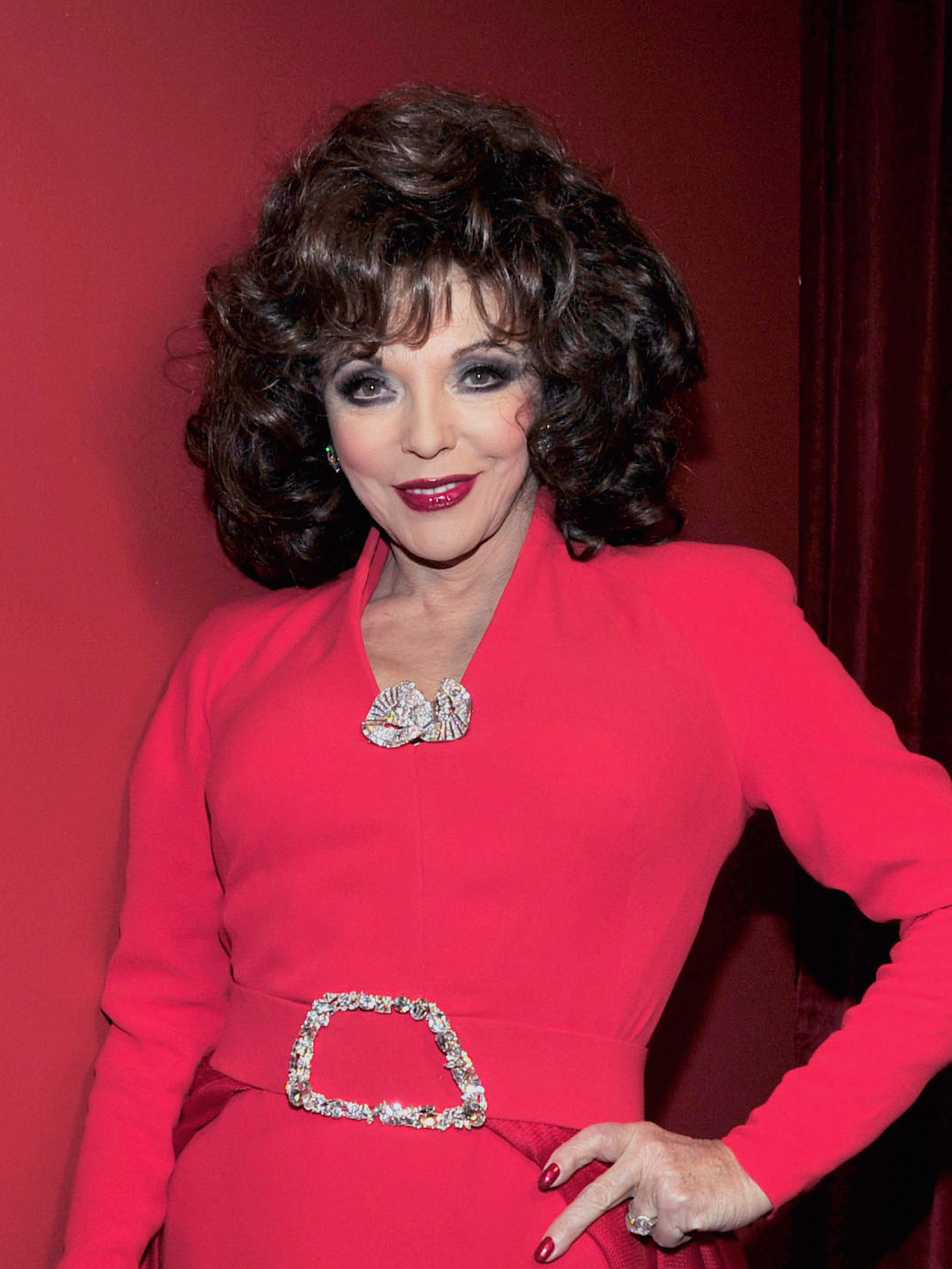
Joan Collins (2011)

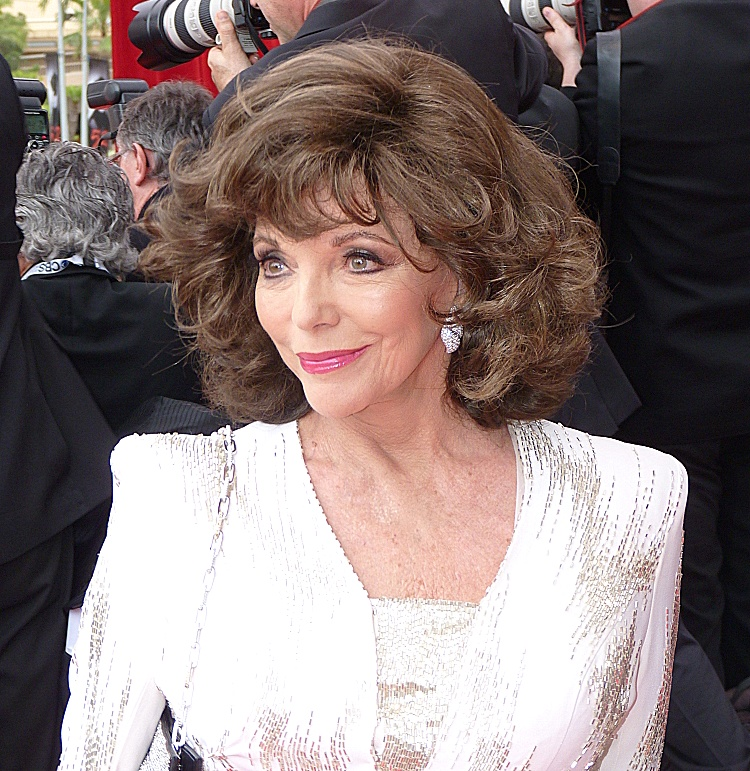
Joan Collins beim Monte-Carlo Television Festival (2012)

## Filmografie (Auswahl)
- 1953: Cosh Boy
- 1953: Frauen auf Abwegen (Turn the Key Softly)
- 1953: Boccaccios große Liebe (Decameron Nights)
- 1953: Jim, der letzte Sieger (The Square Ring)
- 1954: Vier bleiben auf der Strecke (The Good Die Young)
- 1955: Land der Pharaonen (The Land of the Pharaohs)
- 1955: Die jungfräuliche Königin (The Virgin Queen)
- 1955: Das Mädchen auf der Samtschaukel (The Girl in the Red Velvet Swing)
- 1956: Das schwache Geschlecht (The Opposite Sex)
- 1957: Wo alle Straßen enden (The Wayward Bus)
- 1957: Heiße Erde (Island in the Sun)
- 1957: Treibgut der Leidenschaft (Sea Wife)
- 1957: Geheimring Nippon (Stopover Tokyo)
- 1958: Bravados (The Bravados)
- 1958: Keine Angst vor scharfen Sachen (Rally ’Round the Flag, Boys!)
- 1960: Sieben Diebe (Seven Thieves)
- 1960: Das Schwert von Persien (Esther and the King)
- 1962: Der Weg nach Hongkong (The Road to Hong Kong)
- 1964: Auf eine ganz krumme Tour (La Congiuntura)
- 1967: Batman (Fernsehserie, zwei Folgen)
- 1967: Raumschiff Enterprise (Star Trek, Fernsehserie, Folge: Griff in die Geschichte)
- 1968: Ausflucht (Subterfuge)
- 1969: Kobra, übernehmen Sie (Fernsehserie, eine Folge)
- 1969: Can Heronymous Merkin Ever Forget Mercy Humppe and Find True Happiness?
- 1969: So reisen und so lieben wir (If It’s Tuesday, This Must Be Belgium)
- 1970: Der Vollstrecker (The Executioner)
- 1970: Der Nacktstar (Up in the Cellar)
- 1972: Die 2 (The Persuaders!, Fernsehserie, Episode: Five Miles to Midnight)
- 1972: The Fear – Angst in der Nacht (Fear in the Night)
- 1973: Das Grab der lebenden Puppen (Dark Places)
- 1975: Die Spur des Wolfes (Il richiamo del lupo)
- 1975: Der Teufel in ihr (I Don’t Want to Be Born)
- 1975: Mondbasis Alpha 1 (Fernsehserie, Folge 22: Das Notsignal bzw. Mission of the Darians)
- 1976: Alfie, der liebestolle Schürzenjäger (Alfie Darling)
- 1976: Make-up und Pistolen (Police Woman) (Fernsehserie, Episoden 2.17: The Pawn Shop und 3.1: The Trick Book)
- 1977: In der Gewalt der Riesenameisen (Empire of the Ants)
- 1977: Starsky & Hutch (Fernsehserie, Folge Zauber der Playboy-Insel)
- 1978: Die Zuhälterin (Poliziotto senza paura)
- 1978: Tote schlafen besser (The Big Sleep)
- 1978: Erst 16 und schon auf vollen Touren (Zero to Sixty)
- 1978: Die Stute (The Stud)
- 1979: Lady Diamond (The Bitch)
- 1979: Spiel der Geier (A Game for Vultures)
- 1979: Heiße Hölle Acapulco (Sunburn)
- 1981–1989: Der Denver-Clan (Dynasty, Fernsehserie, 194 Folgen)
- 1982: Hausaufgaben (Homework)
- 1982: Nutcracker, Regie: Anwar Kawadri
- 1983: Ein Traummann auf der Titelseite (Making of a Male Model, Fernsehfilm)
- 1983: Love Boat (Fernsehserie, Folge 06×21)
- 1984: Cartier Affäre (The Cartier Affair, Fernsehfilm)
- 1986: Sins (Sins, Miniserie, drei Folgen)
- 1986: Monte Carlo (Fernsehfilm)
- 1991: Denver – Die Entscheidung (Dynasty: The Reunion)
- 1993: Roseanne (Sitcom, Folge 05×17 First Cousin, Twice Removed)
- 1995: Ein Winternachtstraum (In the Bleak Midwinter)
- 1995: Hart aber herzlich – Max’ Vermächtnis (Hart to Hart: Two Harts in 3/4 Time)
- 1996: Die Nanny (Fernsehserie, Folge 04×06 Me and Mrs. Joan)
- 1998: Verraten – Eine Frau auf der Flucht (Sweet Deception, Fernsehfilm)
- 1999: Joseph and the Amazing Technicolor Dreamcoat
- 2000: Will & Grace (Fernsehserie, Folge 02×22 My Best Friend’s Tush)
- 2000: Die Flintstones in Viva Rock Vegas (The Flintstones in Viva Rock Vegas)
- 2001: These Old Broads
- 2004: Ellis in Glamourland
- 2006: Ozzie, der Koalabär (Ozzie)
- 2009: Hotel Babylon (Fernsehserie, Folge 01×07)
- 2010: Verbotene Liebe (Fernsehserie, drei Folgen)
- 2010: Agatha Christie’s Marple (Fernsehserie, Folge 04×03)
- 2010: Rules of Engagement (Fernsehserie, Folge 05×08)
- 2012–2013: Happily Divorced (Fernsehserie, drei Folgen)
- 2015: Molly Moon (Molly Moon and the Incredible Book of Hypnotism)
- 2015–2018: The Royals (Fernsehserie, 6 Folgen)
- 2016: Absolutely Fabulous: Der Film (Absolutely Fabulous: The Movie)
- 2018: American Horror Story: Apocalypse (Fernsehserie, 4 Folgen)
- 2019: Hawaii Five-0 (Fernsehserie, Folge 09×18, Schwiegermutter zu Besuch)

### Fernsehshow-Gastauftritte
- 2022: The Masked Singer (Fernsehsendung, Gastjurorin Folge 03×07)
- 2024 Germany’s Next Topmodel – by Heidi Klum (Fernsehsendung, Gastjurorin Folge 14x19)

## Auszeichnungen
1997 wurde sie als Officer in den Order of the British Empire aufgenommen und 2015 als Dame Commander desselben Ordens geadelt. Sie führt seither den Namenszusatz „Dame“.

### Emmy Award
Nominierung
- 1984: Herausragende Hauptdarstellerin in einer Dramaserie (Der Denver-Clan)

### Golden Globe Award
Auszeichnung
- 1983: Beste Serien-Hauptdarstellerin – Drama (Der Denver-Clan)

Nominierungen
- 1982: Beste Serien-Hauptdarstellerin – Drama (Der Denver-Clan)
- 1984: Beste Serien-Hauptdarstellerin – Drama (Der Denver-Clan)
- 1985: Beste Serien-Hauptdarstellerin – Drama (Der Denver-Clan)
- 1986: Beste Serien-Hauptdarstellerin – Drama (Der Denver-Clan)
- 1987: Beste Serien-Hauptdarstellerin – Drama (Der Denver-Clan)

### Soap Opera Digest Award
Auszeichnungen
- 1984: Herausragender Bösewicht in einer Hauptsendezeit-Seifenoper (Der Denver-Clan)
- 1985: Herausragender Bösewicht in einer Hauptsendezeit-Serie (Der Denver-Clan)

Nominierungen
- 1986: Herausragende Hauptdarstellerin in einer Hauptsendezeit-Serie (Der Denver-Clan)
- 1986: Herausragender Bösewicht in einer Hauptsendezeit-Serie (Der Denver-Clan)
- 1988: Herausragender Bösewicht – Hauptsendezeit (Der Denver-Clan)

### Weitere Auszeichnungen

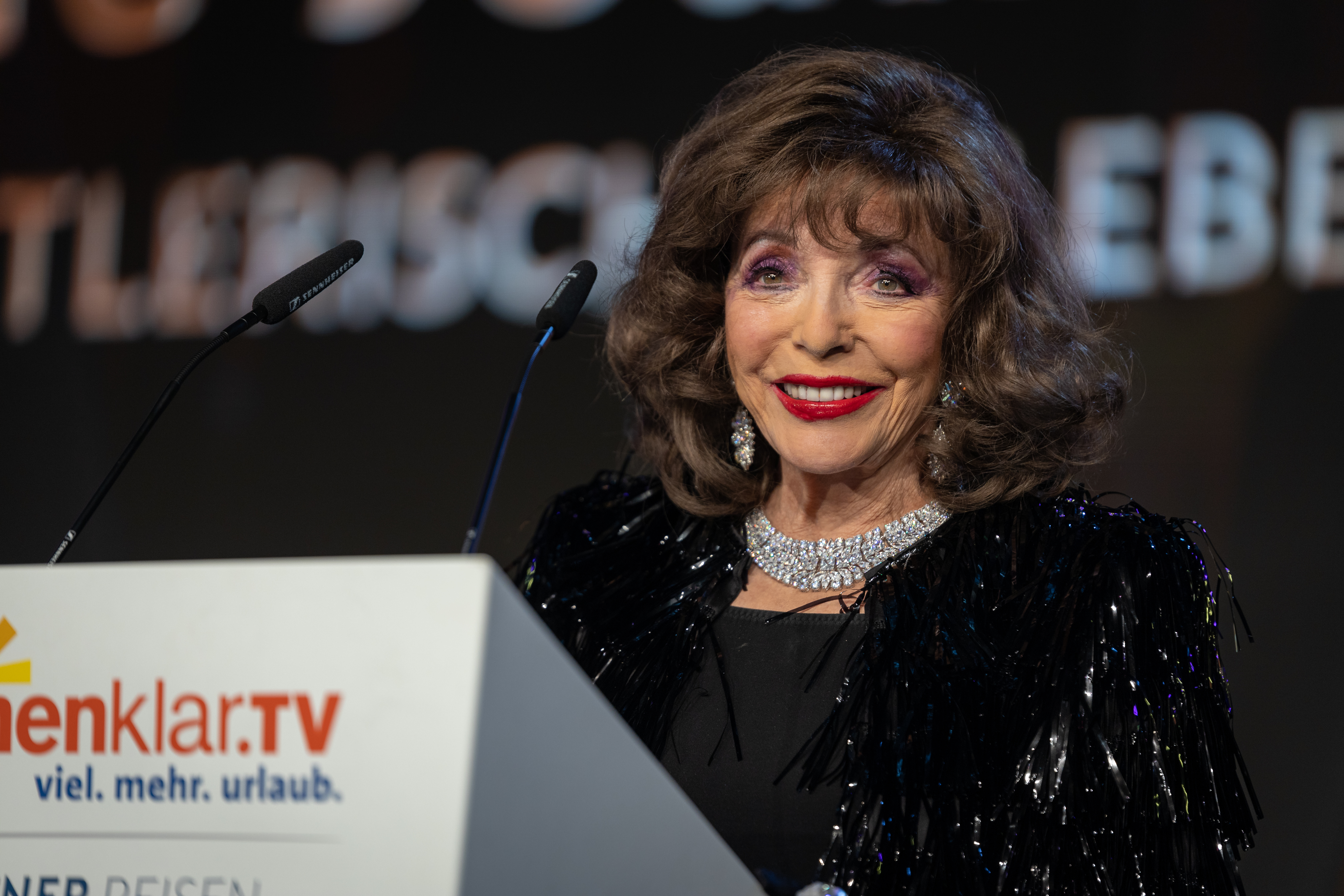
2023 bei der Goldenen Sonne

- 1978: Nominierung für den Saturn Award als Beste Hauptdarstellerin – Science-Fiction (In der Gewalt der Riesenameisen)
- 1982: Golden Apple Award als Weiblicher Star des Jahres
- 1983: Stern auf dem Hollywood Walk of Fame in der Kategorie „Fernsehen“
- 1983: Nominierung für den CableACE Award als Schauspielerin in einem Drama (Faerie Tale Theatre: Hansel & Gretel)
- 1985: People’s Choice Award zusammen mit Linda Evans als Beliebteste weibliche Fernsehstars
- 1999: Goldene Kamera in der Kategorie „Kultstar des Jahrhunderts“
- 2001: „Goldene Nymphe“ des Monte Carlo TV Festival als Herausragende Schauspielerin
- 2001: Nominierung für die Goldene Himbeere als Schlechteste Nebendarstellerin (Die Flintstones in Viva Rock Vegas)
- 2003: Nominierung für den TV Land Award als Beste Mode-Ikone (Der Denver-Clan)

## Autobiografie
- Joan Collins: Intime Memoiren. Bekenntnisse eines Stars über ihr bewegtes Leben. Heyne, München 1993, ISBN 3-453-01934-2.

## Dokumentation
- Ich bin Joan Collins! Regie: Clare Beavan, SWR, Großbritannien, 55 Minuten, 2022